# Maria Dulęba
Maria Zofia Dulęba (17 de octubre de 1881–6 de mayo de 1959) fue una actriz polaca de teatro y cine. Debutó en el teatro en 1902 y actuó en varias películas, sobre todo en el cine mudo. Más tarde fue profesora de arte dramático.

## Filmografía seleccionada
- Meir Ezofowicz (1911)
- Przesady (1912)
- Obrona Częstochowy (1913)
- Wykolejeni (1913)
- Slodycz grzechu (1914)
- Countess Walewska (1914)
- Bestia (1917)
- The Unspeakable (1924)
- Żona i nie żona (1939)